# Kosobądz
Kosobądz (też Kosobądź; niem. Kotzbahn) – niezamieszkana osada w Polsce położona w województwie zachodniopomorskim, w powiecie drawskim, w gminie Drawsko Pomorskie. W latach 1975–1998 miejscowość administracyjnie należała do województwa koszalińskiego. Do 31 grudnia 2018 r. wieś należała do zlikwidowanej gminy Ostrowice. Miejscowość wchodzi w skład sołectwa Dołgie.

## Geografia
Osada leży ok. 3,5 km na południowy zachód od Dołgiem, ok. 700 m na południe od drogi wojewódzkiej nr 173, na południe od bezimiennego obecnie akwenu, zwanego do 1945 Kotzbahn-See.